# Squalus grahami
Squalus grahami là một loài cá nhám góc trong họ Squalidae, được tìm thấy ngoài khơi miền bắc Queensland, ở độ sâu 220 đến 500 m. Nó có chiều dài lên đến 64 cm.